# 矢田みくに
矢田 みくに（やだ みくに、1999年10月29日 - ）は、日本の陸上競技選手。5000mの室内アジア記録保持者。アジアジュニア選手権5000m覇者。

## 人物
ルーテル学院高等学校で陸上競技部に所属。2年生のとき、U20陸上世界選手権日本代表に選ばれる。熊本県高校総体3000ｍ3連覇。2016年、高校総体南九州大会3000ｍで大会新記録、熊本県新記録を樹立して優勝。在学中、3000mの熊本県記録、熊本県高校記録、5000mの熊本県記録を樹立した。
高校卒業後、2018年に株式会社デンソーに入社、デンソーフリートセローズに所属する。2018年、アジアジュニア選手権5000ｍで16分31秒65で優勝。
2022年、アメリカのボストン大学で開催された室内競技会5000ｍで15分23秒87の室内アジア新記録を樹立した。
2022年5月31日付でデンソーを退社し、同年9月1日付でエディオンへ移籍。